# Перегони на інвалідних візках

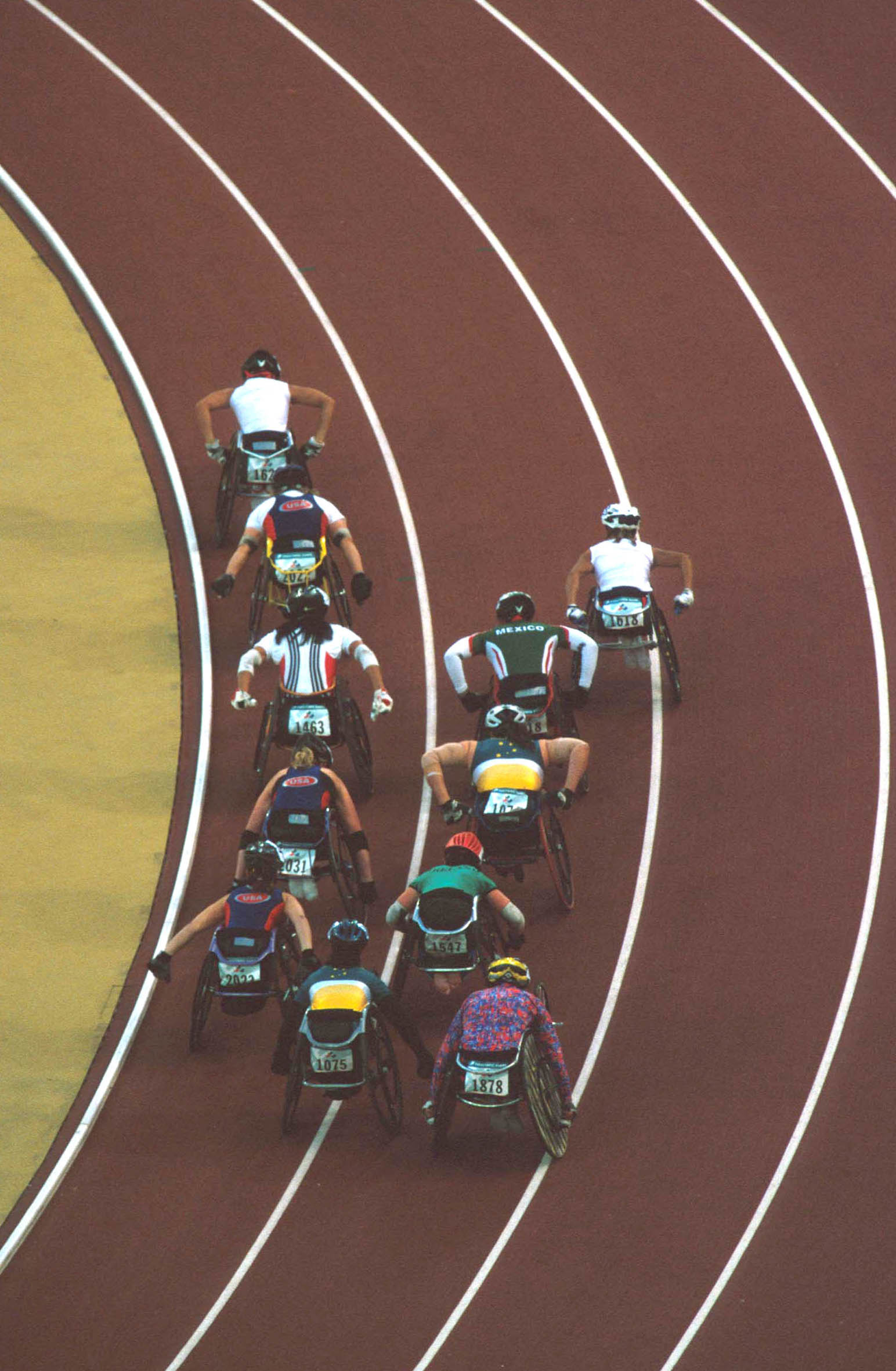
Перегони на інвалідних візках на Паралімпійських іграх 2000 року в Сіднеї

Перегони на інвалідних візках — змагання на інвалідних візках з легкої атлетики. Перегони на інвалідних візках відкриті для спортсменів, які мають певні види фізичних обмежень, люди з ампутованими кінцівками, травмами спинного мозку, дитячий церебральний параліч та з слабким зором (у поєднанні з іншими видами інвалідності).
Спортсмени класифікуються відповідно до характеру і важкості їх інвалідності або поєднання цих обмежених можливостей. Наприклад: біг, змагання можуть проводитись на стадіоні або у вигляді забігів на дорогах. Основні змагання проходять на літніх Паралімпійських іграх, на яких легкоатлетичні перегони на інвалідних візках проводяться з 1960 року. Учасники змагаються в спеціальних інвалідних візках, які дозволяють спортсменам розвивати швидкість 30 км/год і більше.
Світові війни суттєво вплинули на погляди суспільства та поводження з людьми з обмеженими можливостями. В передвоєнний період, люди з обмеженими можливостями вважалися тягарем для суспільства. Але все змінилося, оскільки багато ветеранів війни повернувся додому з фізичними ушкодженнями і психологічними травмами, нові програми повинні були бути введені в дію, щоб люди мали змогу знову стати частиною суспільства, так як традиційні методи не допомагали.
Британський уряд зафіксував перших, хто визнав ці потреби, відкривши центр ушкоджень хребта в лікарні Stoke Mandeville в Ейлсбері, Англія, в 1944 році. Сер Людвіг Гутман, директор цього центру, виніс на розгляд питання про змагання з окремих видів спорту, як невід'ємну частину реабілітації ветеранів війни з обмеженими можливостями.